# Maître de Rieux
Le Maître de Rieux est un sculpteur anonyme du XIVe siècle, peut-être installé à Rieux-Volvestre, qui était alors un important centre culturel et spirituel grâce au mécénat de Jean Tissandier, évêque de Rieux. 

## Identité
On ignore l’identité et l’origine du sculpteur, en sorte qu’on est réduit à étudier les œuvres pour leur attribuer un auteur unique. Encore a-t-on pu croire que, même à l’intérieur d’un même programme, il pouvait y avoir deux « maîtres de Rieux », alors qu’il est plus probable qu’il y a eu dans le temps de la réalisation une évolution stylistique.
On a pu lui attribuer des origines italiennes, ou tout au moins avignonnaises, d’où l’évêque Jean Tissandier aurait pu le faire venir dans son diocèse, mais il est possible qu’il ait reçu une influence d’artistes italiens venus travailler en Languedoc et qui lui ont amené la polychromie et des traits stylistiques particuliers comme les nimbes nervurés.
On a retrouvé, dans le chapitre de Saint-Étienne de Toulouse, un Petrus Sancto Melio, « ymagier », qui pourrait être traduit en « Pierre de Saint-Émilion ». Le sculpteur originaire de la région bordelaise pourrait avoir reçu une première formation dans la construction de la cathédrale Saint-André de Bordeaux, en particulier dans les voussures du portail sud. Un de ses principaux commanditaires, l’évêque Hugues de Castillon, venait lui aussi de la région bordelaise.

## Activité

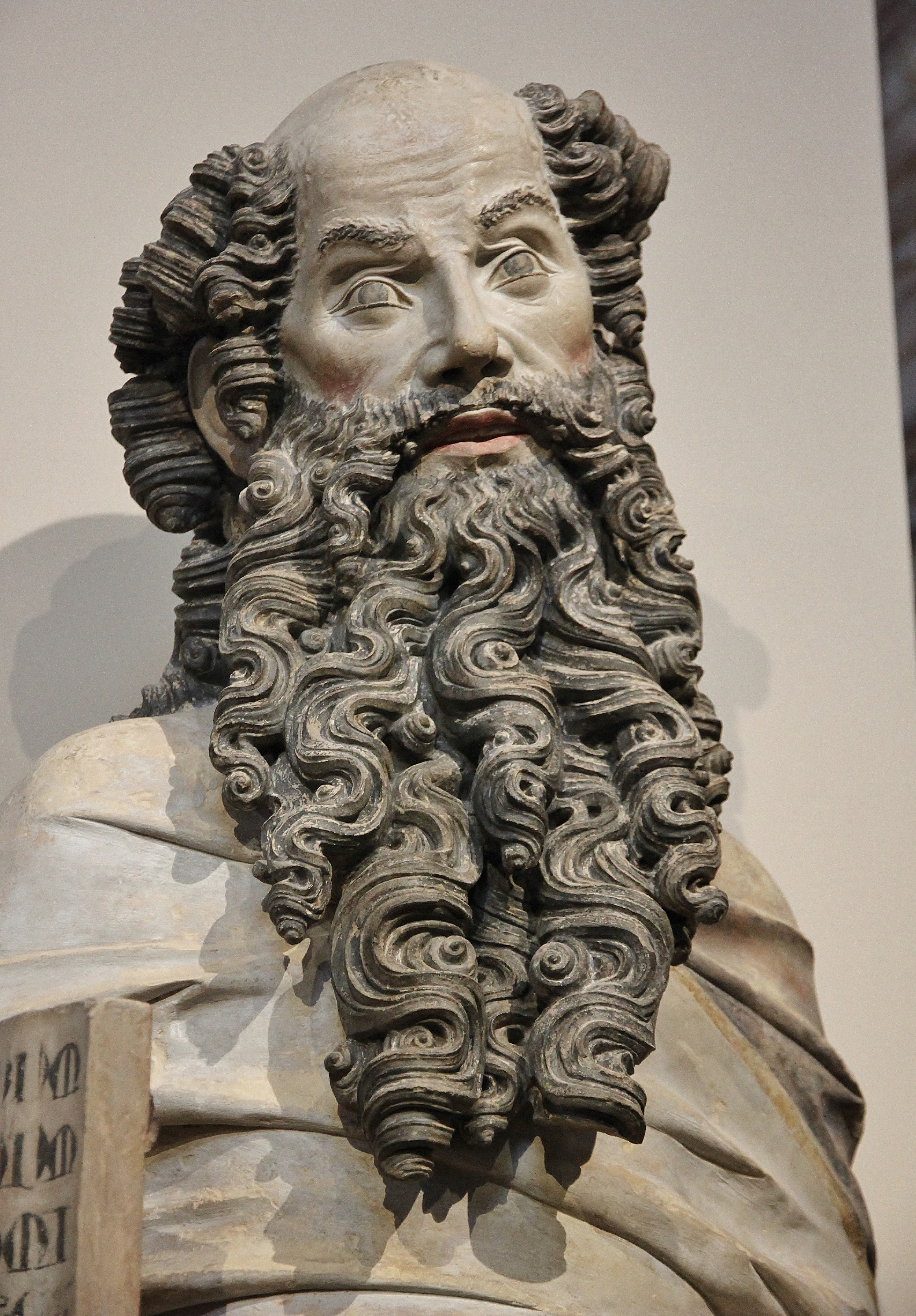

La plus grande activité du sculpteur se situe entre les années 1330 à 1350. Son influence, par ses élèves ou ses émules, s’étend bien au-delà. Son atelier rayonne dans tout le Languedoc grâce à la qualité et à l'originalité stylistique dont il fait preuve. Il se démarque par l'utilisation de la ronde-bosse, une facture maniériste et élégante où les cheveux et les barbes, les drapés et les plis démontrent la virtuosité du tailleur. Dans la décoration, il use de l’arc en accolade, des motifs de feuillages boursouflés
Le style de Rieux a rayonné largement au-delà de Toulouse, comme en Navarre, où le portail de l’Amparo de la cathédrale de Pampelune pourrait avoir subi son influence, ou en  Catalogne, à la cathédrale de Gérone, où en 1381 a œuvré Joan (ou Jean) Avesta, un sculpteur influencé par la manière du Maître, qu'il a pu découvrir lorsqu'il a travaillé en Occitanie, à Carcassonne et à Belpech .

### Chapelle Notre-Dame de Rieux
La chapelle de Rieux, dans l’enceinte du couvent des Cordeliers de Toulouse, est l’œuvre majeure du maître. Le cycle de Rieux comporte une vingtaine de statues d’apôtres et de saints franciscains, deux statues de Jean Tissandier, évêque de Rieux, l’une en fondateur, l’autre étant le gisant de son tombeau ; et quantité d’éléments sculptés, chapiteaux, clés de voûte, dais surmontant chacune des statues, etc. Deux autres statues, celle du Christ et de la Vierge, se trouvent au musée Bonnat de Bayonne.

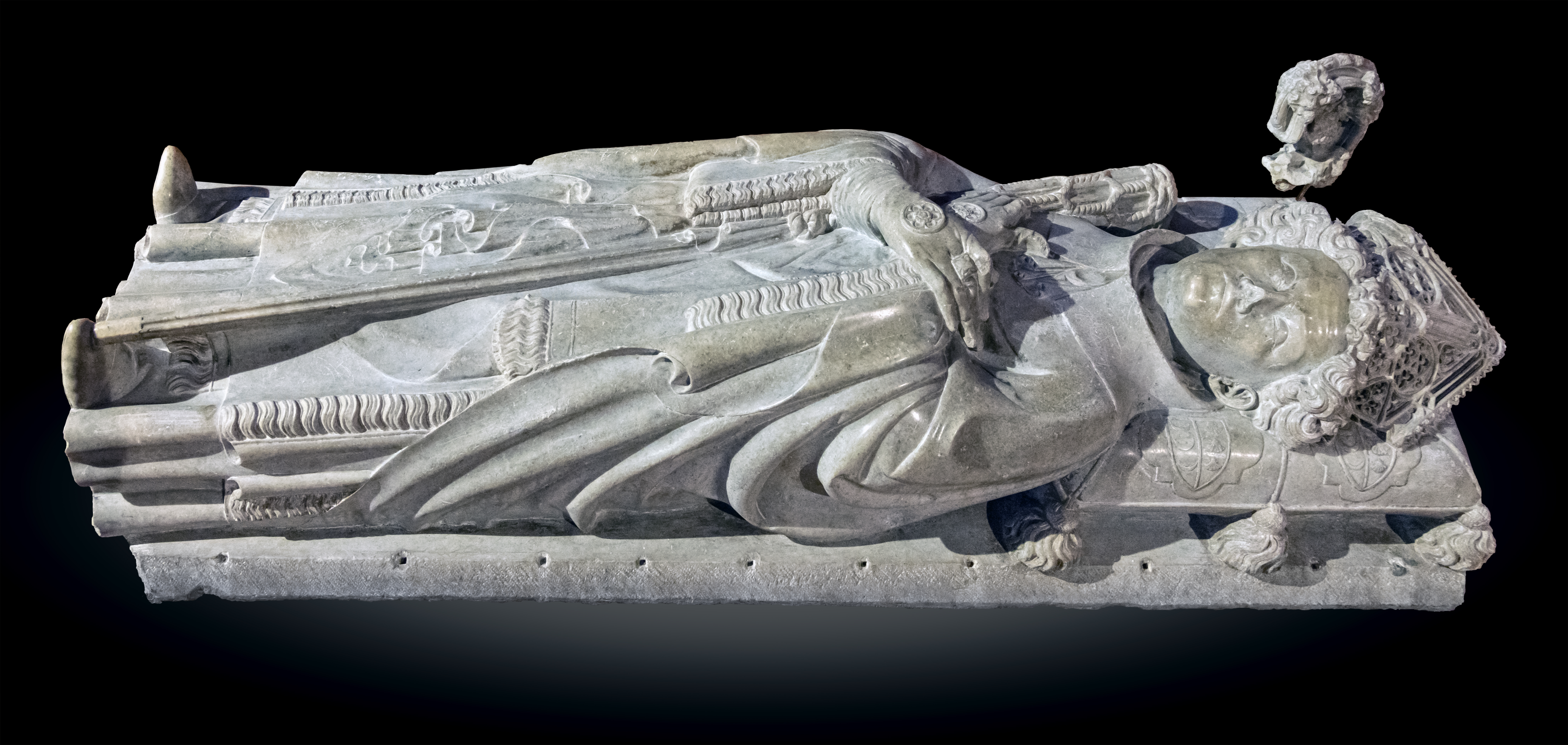
Gisant de Jean Tissandier

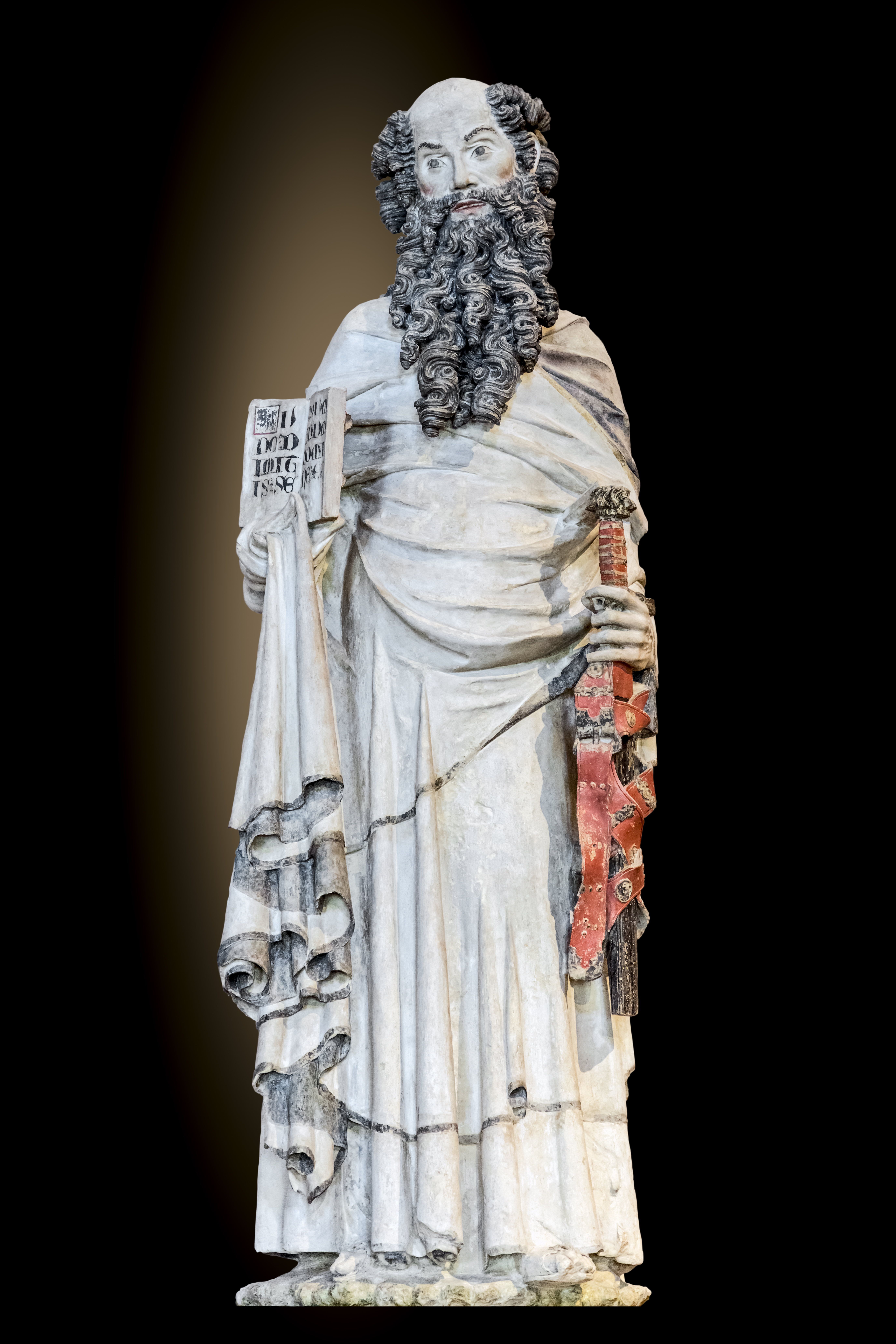
Saint Paul
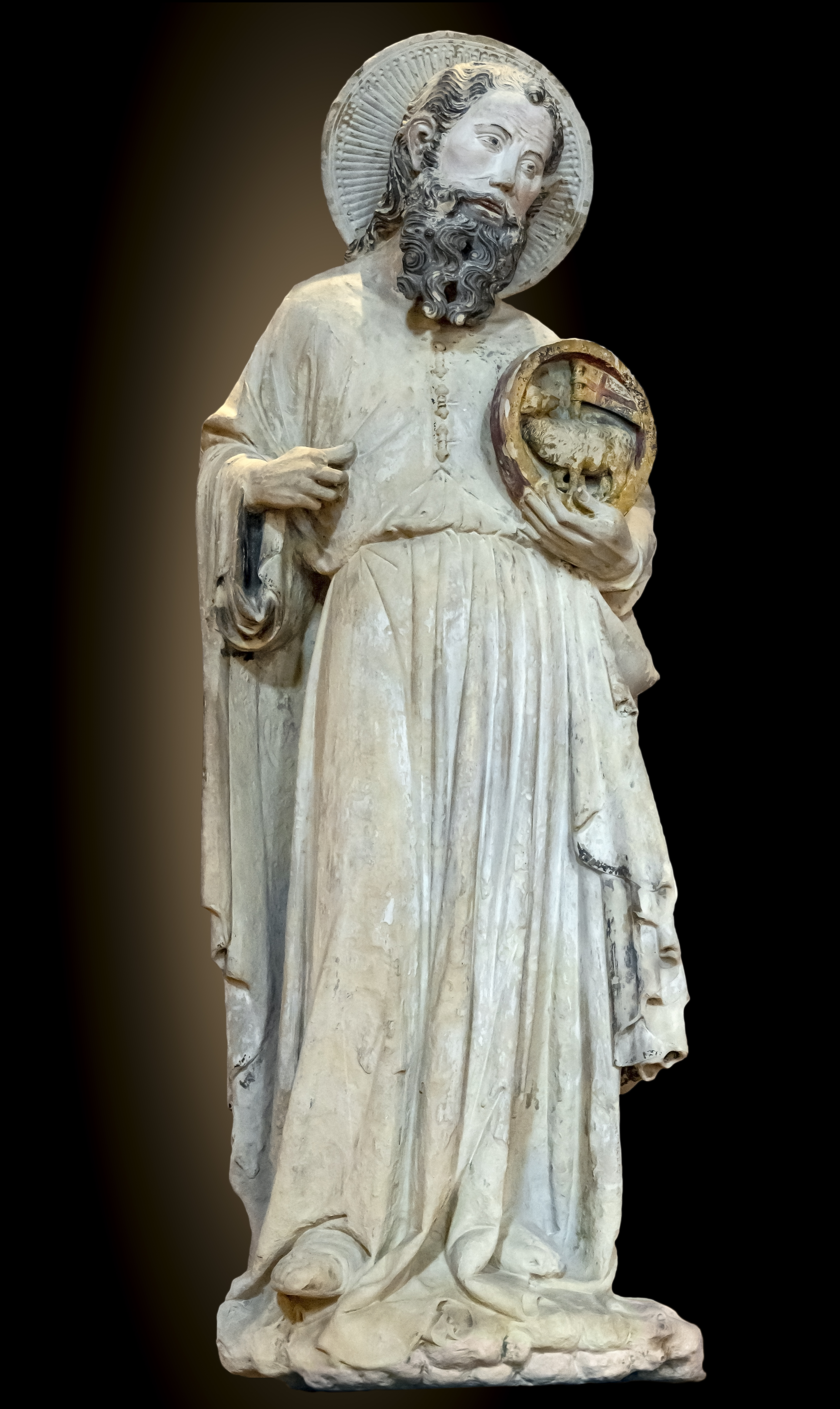
Saint Jean-Baptiste
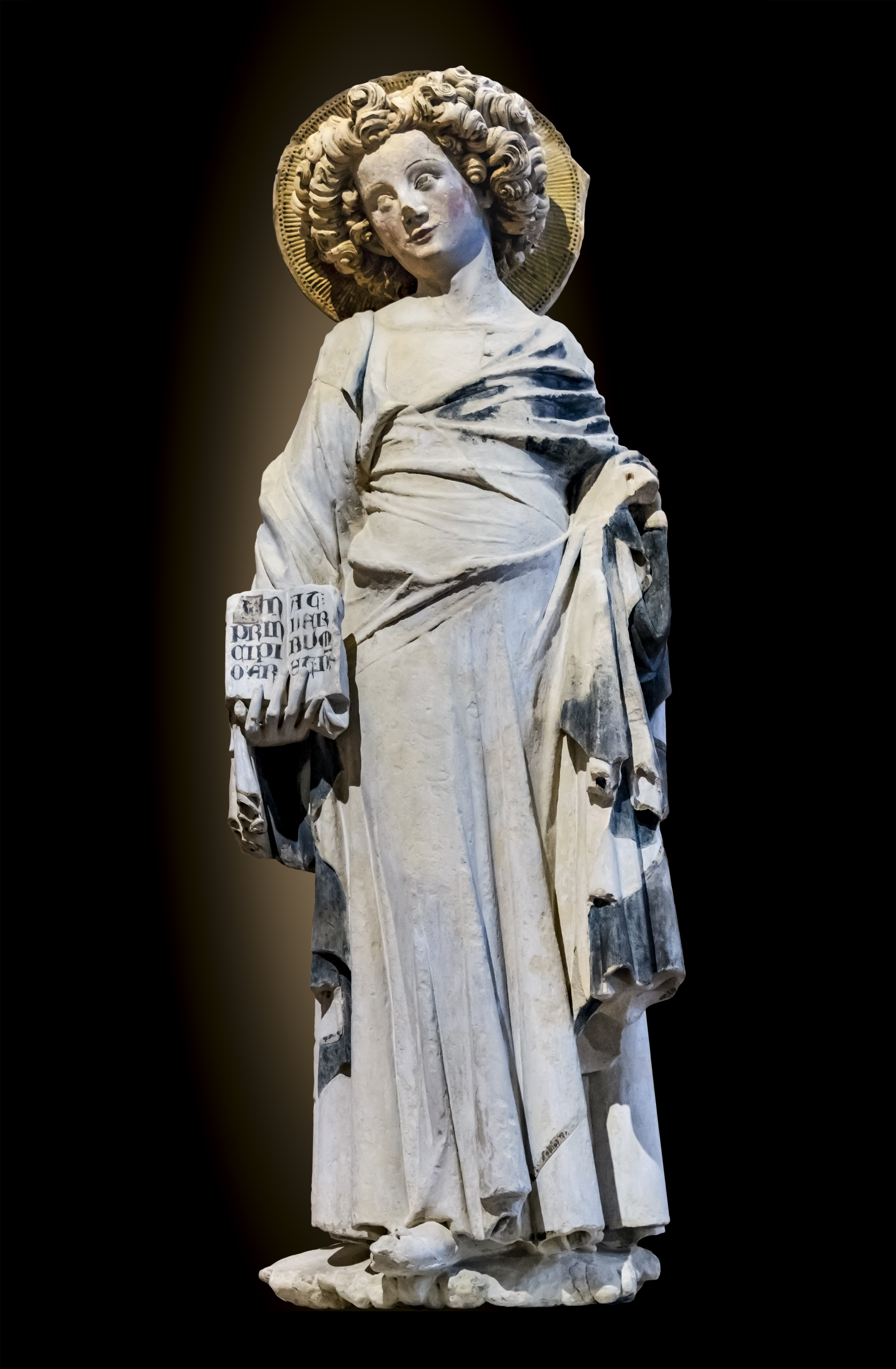
Saint Jean l'évangéliste
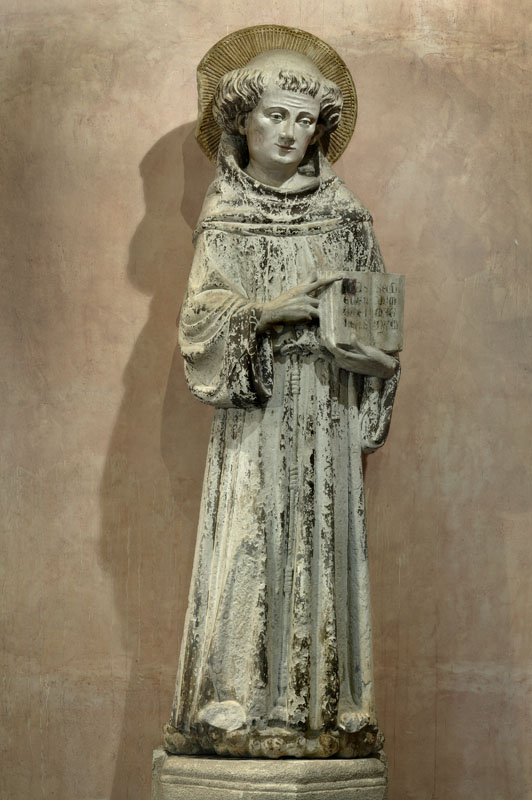
Saint Antoine de Padoue
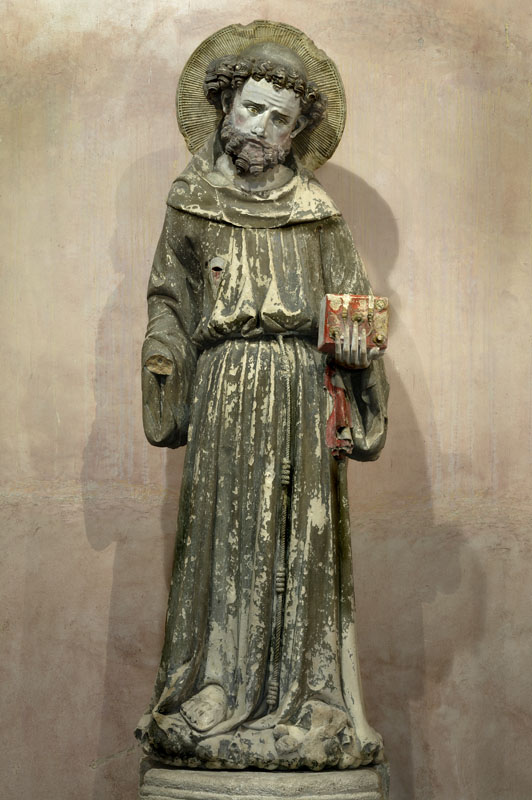
Saint François d’Assise
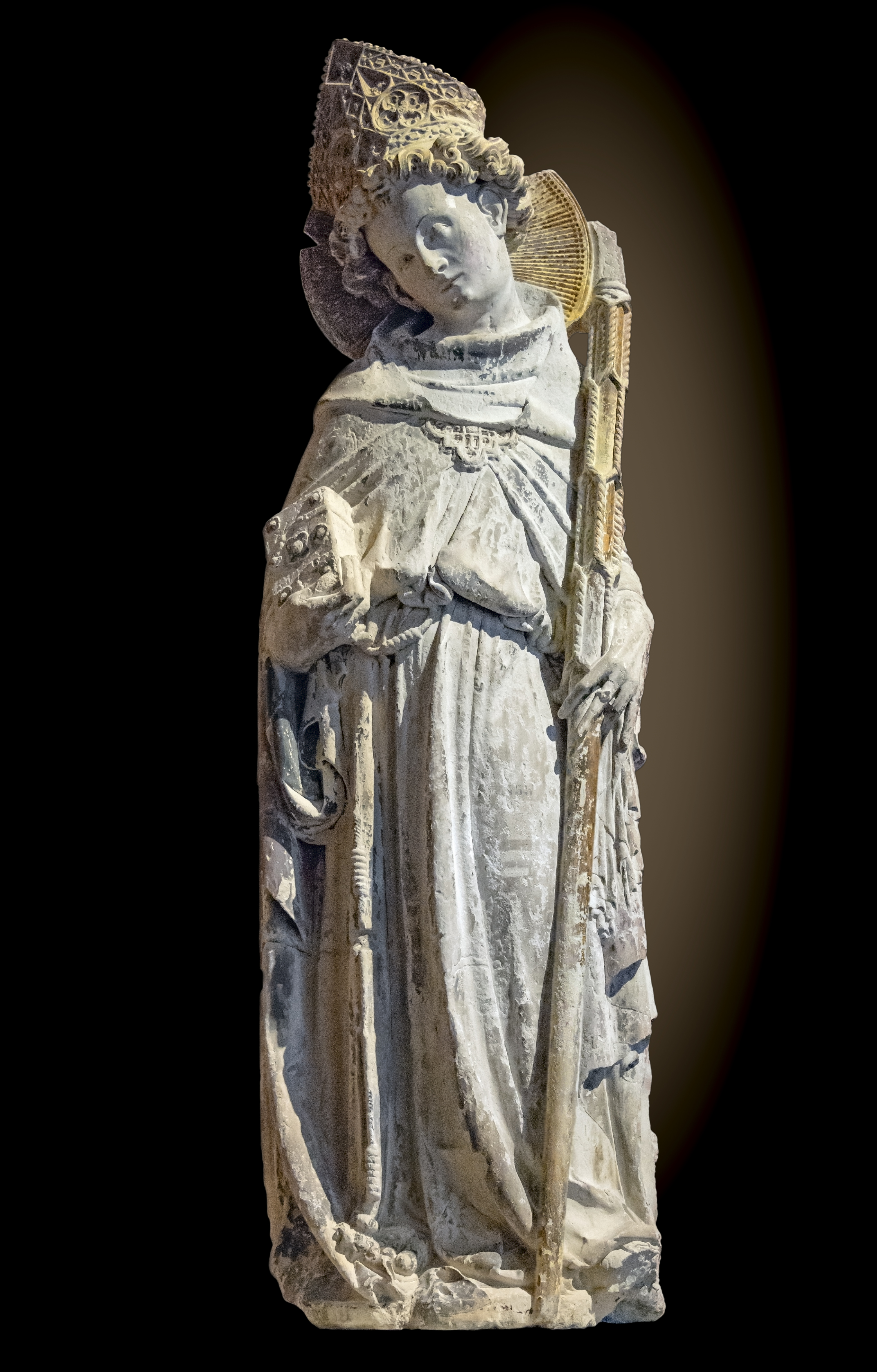
Saint Louis d’Anjou (ou de Toulouse)
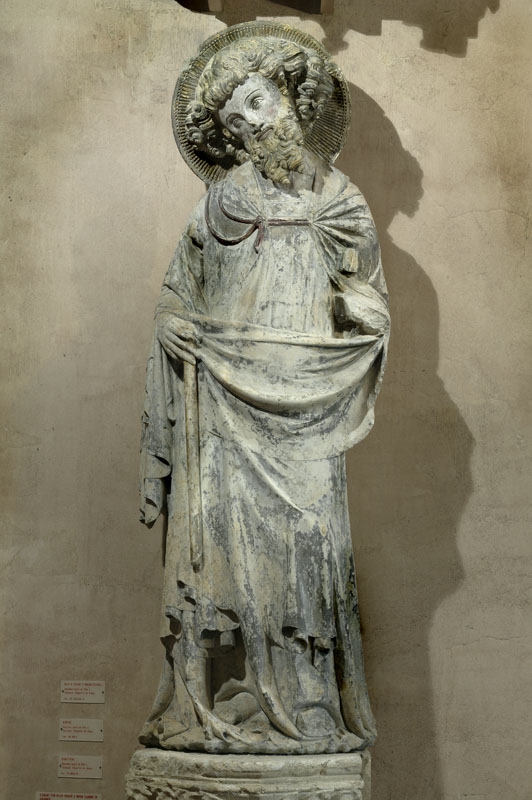
Apôtre
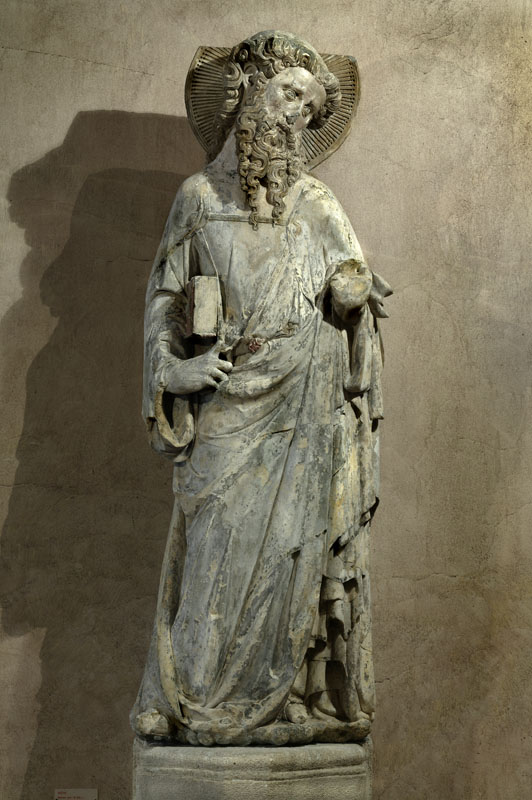
Apôtre

### Portail de la cathédrale de Rieux

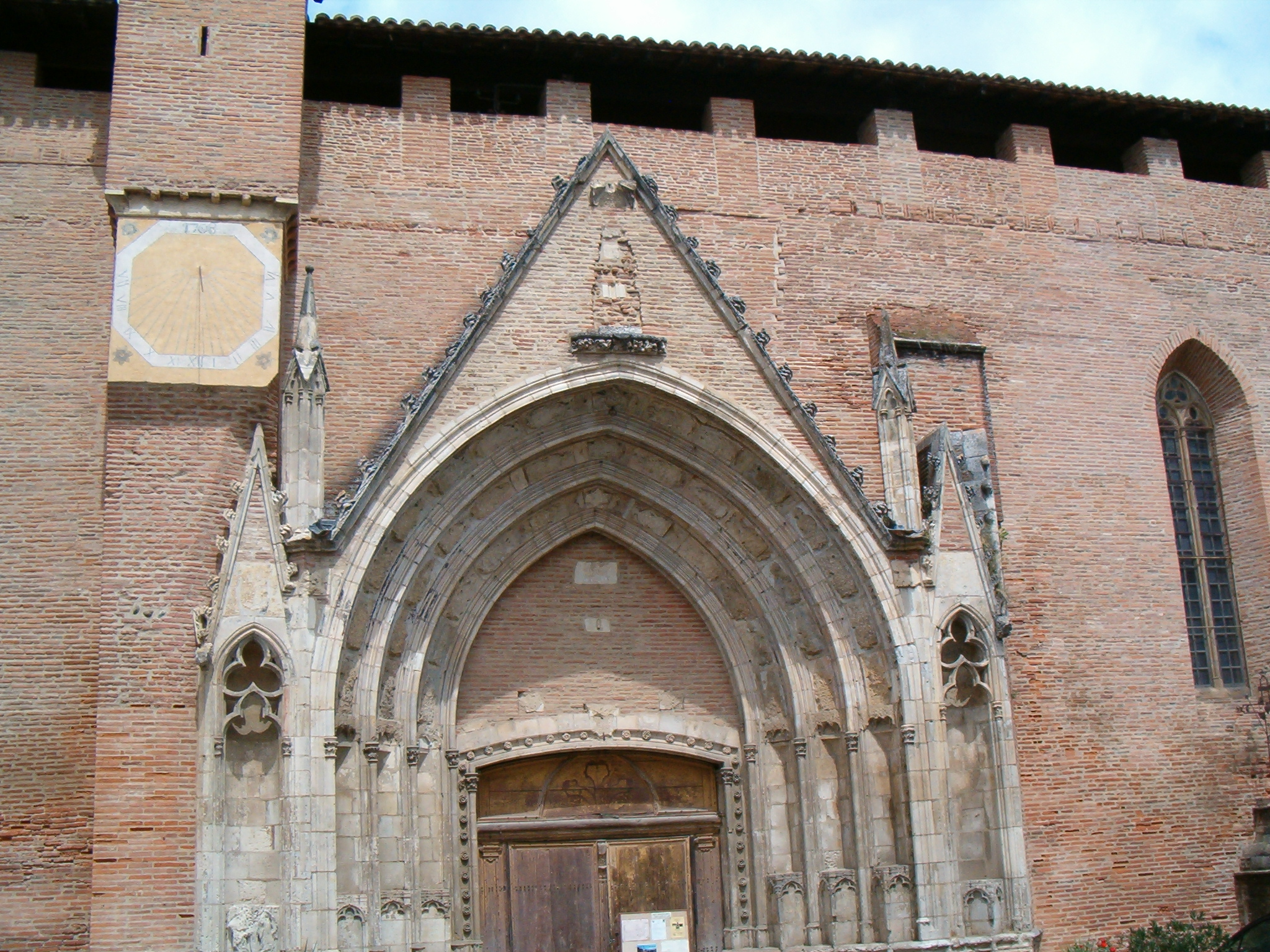
Portail de la cathédrale de Rieux

Le portail a subi d’irrémédiables dommages à la Révolution : toute la statuaire a été détruite. Néanmoins, l’examen des vestiges témoigne de l’art du maître de Rieux dans ses constantes : l’apport de la polychromie, les nimbes radiés, un vocabulaire stylistique nouveau.

### Tombeau d’Hugues de Castillon à Saint-Bertrand-de Comminges

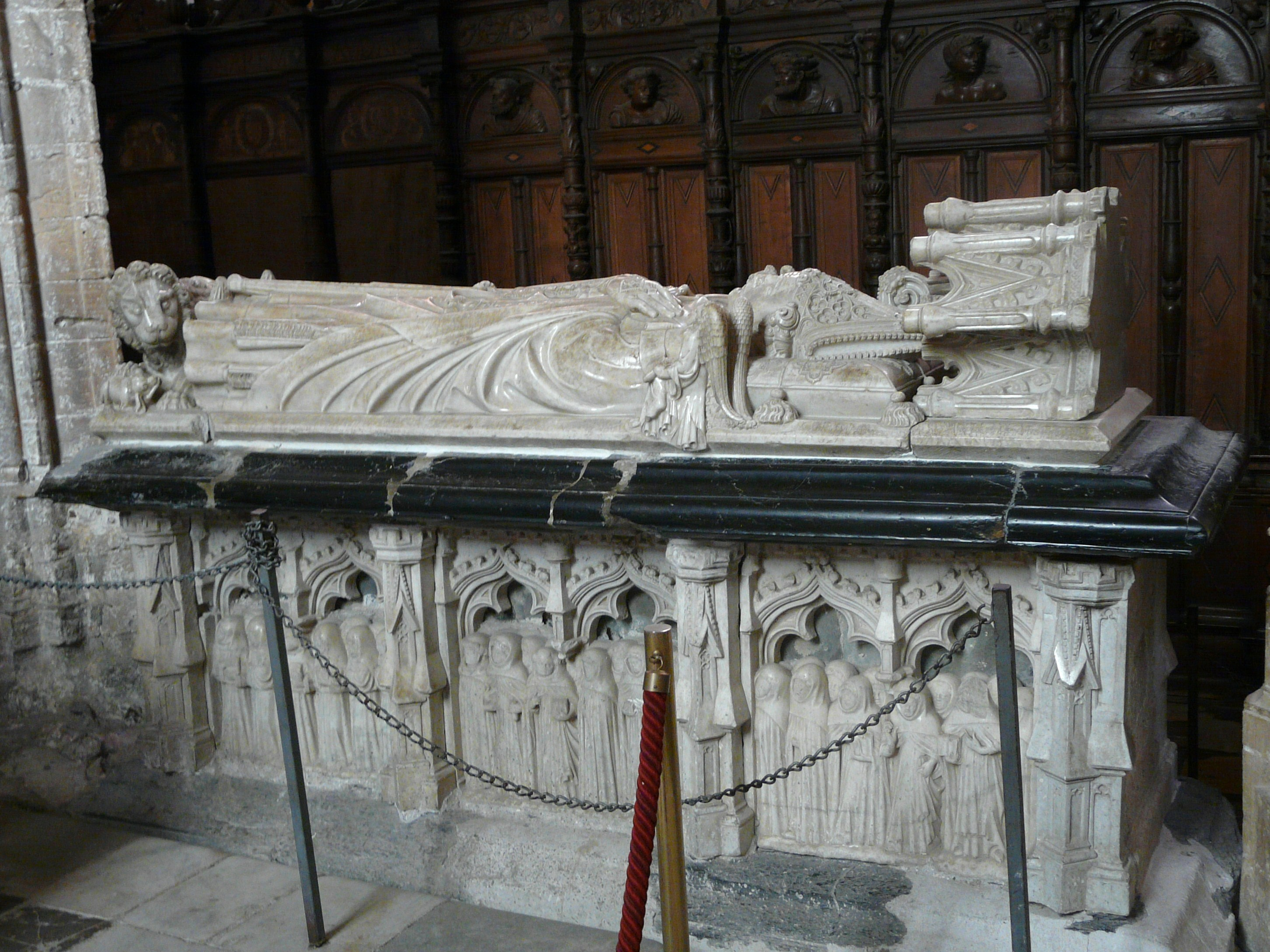
Tombeau d’Hugues de Castillon

On attribue au Maître de Rieux la chapelle funéraire d’Hugues de Castillon dans la cathédrale de Saint-Bertrand-de-Comminges, à la fois par ses décors et par le gisant qui n’est pas sans rappeler celui de Jean Tissandier.
On peut, entre autres, voir l'ensemble lapidaire du musée des Augustins à Toulouse, issu de la décoration sculptée de l'ancienne chapelle Notre-Dame de Rieux dans le couvent des Cordeliers de Toulouse, ou bien les clefs de voûte de l'ancienne cathédrale Saint-Maurice de Mirepoix.

### Abbaye Saint-Sernin de Toulouse
Calcaire peint vers 1340-1350 connue sous le nom de Notre-Dame-de-Bonnes-Nouvelles , Vierge à l'Enfant qui ornait autrefois une chapelle du cloitre de l'Abbaye Saint-Sernin de Toulouse aujourd'hui conservée au musée des Augustins de Toulouse.